# Стори ъф дъ Йър
„Стори ъф дъ Йър“ или SOTY е група, сформирана в Сейнт Луис, щата Мисури, Съединените американски щати през 1995 година.
Първоначално групата се казва Big Blue Monkey. Преименувана е на Story of the Year през 2002 година, защото вече съществува група с името Blue Monkey.
SOTY има 6 студийни албума.

## История
Story of the Year свири 7 години с местни групи и записват демо албуми. Подписват с Maverick Records през 2002 година и така създават своя първи албум – Page Avenue през септември 2003 година. От него са продадени над 500 000 броя.
Първият сингъл от албума е Until The day I die, написан от Дан Марсала.
Вторият сингъл е Anthem of Our Dying Day с видео с Mr. Hahn от Linkin Park. Сингълът And the Hero Will Drown е саундтрак на известната игра Need for Speed: Underground.
На 11 октомври 2005 година SOTY създават своя втори албум – In the Wake of Determination. Продадени са само 150 698 броя от албума. През май 2006 година групата завършва своето турне, което обикаля Австралия с групите Emery и Flogging Molly.

## Дискография
Албуми:
| Дата на пускане    | Заглавие                           | Лейбъл           | Позиции в класациите                 | Продажби в САЩ        |
| 16 септември, 2003 | Page Avenue                        | Maverick Records | 51 (САЩ)                             | RIAA 1 път златен     |
| 11 октомври, 2005  | In The Wake Of Determination       | Maverick Records | 19 (САЩ) 38 (Австралия) 149 (Англия) | Не влиза в класациите |
| 22 април, 2008     | The Black Swan                     | Epitaph Records  | 18 (САЩ) 25 (Австралия) 136 (Англия) | Не влиза в класациите |
| 16 февруари, 2010  | The Constant                       | Epitaph Records  | 42 (САЩ)                             | Не влиза в класациите |
| 8 октомври, 2013   | Page Avenue: 10 Years and Counting | Self-released    |                                      | Не влиза в класациите |
| 8 декември, 2017   | Wolves                             | Self-released    |                                      | Не влиза в класациите |

Концертни Албуми и Компилации
- 2005: Live In The Lou/Bassassins U.S. No. 138
- 2008: Our Time Is Now (Two Years In The Life Of...)

EP Албуми
- 1998: Three Days Broken
- 1999: Truth In Separation
- 2002: Story Of The Year

### Сингли
| Година | Песен                     | Billboard Hot 100 | US Modern Rock | Mainstream Rock Tracks chart | UK singles | Album                        |
| ------ | ------------------------- | ----------------- | -------------- | ---------------------------- | ---------- | ---------------------------- |
| 2003   | „Until The Day I Die“     | -                 | -              | -                            | -          | Page Avenue                  |
| 2004   | „Anthem Of Our Dying Day“ | -                 | -              | -                            | -          | Page Avenue                  |
| 2004   | „Sidewalks“               | -                 | -              | -                            | -          | Page Avenue                  |
| 2005   | „We Don't Care Anymore“   | -                 | -              | -                            | -          | In The Wake Of Determination |
| 2006   | „Take Me Back“            | -                 | -              | -                            | -          | In The Wake Of Determination |
| 2008   | „Wake Up“                 | -                 | -              | -                            | -          | The Black Swan               |
| 2008   | „Message To The World“    | -                 | -              | -                            | -          | The Black Swan               |
| 2008   | „The Antidote“            | -                 | -              | -                            | -          | The Black Swan               |
| 2010   | „I'm Alive“               | -                 | -              | -                            | -          | The Constant                 |
| 2010   | „To The Burial“           | -                 | -              | -                            | -          | The Constant                 |

Видео клипове
Until The Day I Die
Anthem Of Our Dying Day
Sidewalks
We Don't Care Anymore
Take Me Back
Wake Up
The Antidote
Terrified
I'm Alive